# Stictoleptura fontenayi
Stictoleptura fontenayi — жук з родини вусачів і підродини лептуринів.

## Опис
Жук довжиною від 10 до 20 мм. Час літа дорослого жука з травня по липень.

## Поширення
Поширений у Франції, Іспанії, Португалії і Північно-Західній Африці.

## Екологія та місцеперебування
Життєвий цикл виду два роки, можливо, до трьох років. Кормовими рослинами є різні хвойні і листяні види дерев.